# FO ŽP 슈포르트 포드브레조바
FO ŽP 슈포르트 포드브레조바(슬로바키아어: FO ŽP Šport Podbrezová)는 포드브레조바를 연고로 하는 슬로바키아의 축구 클럽이다. 현재는 슬로바키아 수페르리가에 참가하고 있다.

## 성적
- 2. 리가 우승 1회 (2013-14), 준우승 3회 (2007-08, 2011-12, 2012-13)

## 선수 명단

### 현역
- 필리프 흘로호우스키(2019 ~ )
- 마크 아시노르(2023 ~ )
- 마흐무두 바조(2023 ~ )
- 무하메드 히다라
- 알라사나 이라장
- 레칸 오쿠놀라
- 리드원 사누시(2023 ~ )
- 마틴 탈라코프(2021 ~ )
- 막심 키미네츠
- 크리스토프 카봉고(2023 ~ )
- 알렉스 마르코비치

### 역대
틀:FO ŽP 슈포르트 포드브레조바 선수 명단